# Гирев, Дмитрий Семёнович
Дми́трий Семёнович Ги́рев (по документам — Димитрий Симеонович; фамилия часто приводится как Гиреев или Геров; 1 [13] июня 1889, пост Александровский, Сахалинский отдел — декабрь 1932, Николаевск-на-Амуре, Дальневосточный край) — русский полярный исследователь, участник экспедиции Роберта Скотта на Южный полюс в качестве погонщика собак.

## Биография
Родился в Александровском посту на Сахалине. Отец Матвей Иванович Космачёв — столяр, сослан на Сахалин из Саратовской губернии; мать Евдокия Семёновна Гирева, сослана на Сахалин из Пермской губернии. Каторжан не венчали в церкви, поэтому Дмитрий записан с отчеством и фамилией матери. Мать рано умерла от туберкулёза.
В 1897 году Дмитрий с отцом переезжают в Николаевск-на-Амуре, где он заканчивает двухклассное церковно-приходское училище и становится учеником монтёра на городской электростанции. Семья держала 20 ездовых собак — сахалинских хаски — и с десяток нарт различных типов, и Дмитрий рано выучился на каюра — погонщика собачьих упряжек, подрабатывая на доставке почты и грузов из Николаевска.

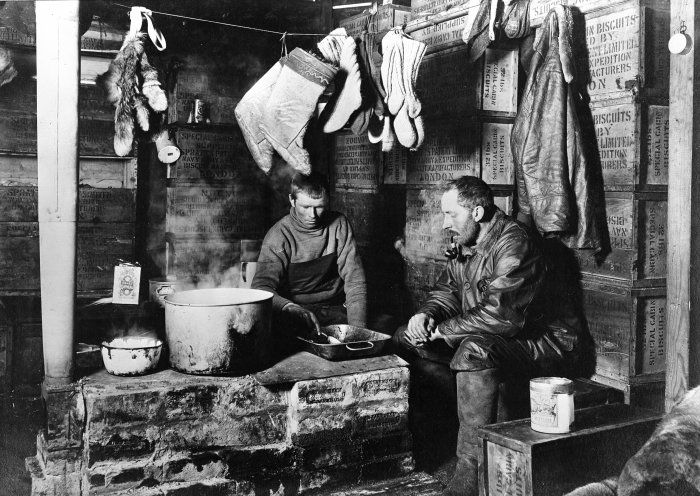
Дмитрий Гирев (слева) и Сесил Мирз в экспедиции Скотта

В Николаевске Дмитрий Гирев встретился с англичанином Сесилом Мирзом, специально прибывшим туда, чтобы найти ездовых собак и каюра для экспедиции Скотта в Антарктиду. Гирев помог ему отобрать и закупить в нижнеамурских и северосахалинских гиляцких сёлах и стойбищах тридцать с лишним ездовых псов породы сахалинский хаски и шесть нарт различного типа; после этого он сам был зачислен в состав экспедиции, став одним из двух её российских участников (вторым был конюх маньчжурских лошадей Антон Омельченко), в дневниках Скотта упоминается как Герофф (англ. Geroff). В январе 1911 года стал одним из двух первых русских, высадившихся на материк Антарктида. Гирев сопровождал экспедицию Скотта до 84° южной широты, затем с большей частью экспедиции оставался в Антарктиде и участвовал в поисках группы Скотта.
В декабре 1912 года в составе экспедиции Реймонда Пристли поднялся на высшую точку Антарктиды — вулкан Эребус. В знак признания заслуг британское правительство наградило его серебряной медалью.
Некоторое время жил в Новой Зеландии, где женился, не позже 1915 года вернулся в Николаевск. Работал в «Орской золотопромышленной компании», затем занимался перевозкой грузов из Николаевска для Колчановских золотых приисков, был мастером на электродраге от Члянской тепловой электростанции. В последние годы жил в селе Чля. В 1930 году был арестован ОГПУ и содержался в заключении во Владивостоке, а затем в Сиблаге, но был освобождён. Умер в декабре 1932 года (по собранным краеведческим музеем данным — в марте 1933 года) от сердечного приступа по дороге домой.

## Память — интересный факт
В честь Гирева названы 3 географических объекта в Антарктике, причём один — по его имени, два других — по его перевранной в двух вариантах фамилии: одна из вершин массива Эребус (пик Дмитрия), остров в море Дейвиса у берега Правды на 66°32′ ю. ш. 92°59′ в. д. (остров Горева) и одна из вершин на земле Королевы Мод — 71°46′ ю. ш. 9°01′ в. д. (пик Герова).